# Roberta Reichhardt
Roberta Hilarius Reichhardt (* 17. September 1996 in Kopenhagen) ist eine dänische Schauspielerin.

## Leben
Roberta Reichhardt ist die Tochter von Peter Reichhardt und Line Knutzon. Ihre Großeltern Poul Reichhardt und Charlotte Ernst waren ebenfalls Schauspieler. Sie hat einen älteren Bruder.
Sie absolvierte ihre Schauspielausbildung an Den Danske Filmskole. Seit 2015 spielt sie in Filmen und Fernsehserien mit. Ihr Bühnendebüt hatte sie am Aarhus Teater.

## Filmografie
- 2015: Tomgang
- 2015: Comeback
- 2016: Flaskepost Fra P
- 2016: Erlösung
- 2016: En, to, tre – Nu!
- 2016: Grethe (Fernsehserie)
- 2016: Follow the Money (Fernsehserie)
- 2017: Vulvodynia
- 2017: When We Meet Again
- 2019: Knaeler
- 2019: Selvhenter
- 2019: The Kindness of Strangers
- 2020: Eja Okay
- 2020: Cry Wolf  (Fernsehserie)
- 2022: Befruchtet (Skruk, Fernsehserie)
- 2023: Den, der Lever stille